# Anita Blanch
Anita Blanch (Sagunt, 26 de juliol de 1910 — † Ciutat de Mèxic; 23 d'abril de 1983), va ser una actriu nascuda a Espanya de nacionalitat mexicana. Nominada en tres ocasions al premi Ariel de l'acadèmia mexicana de cinema.

## Biografia
Ana María Blanch Ruiz neix a Sagunt, el 26 de juliol de 1910, des de xiqueta ella i la seua germana, la també actriu Isabelita Blanch tenen inquietuds artístiques. Arriba a Mèxic en 1923 al costat d'Isabel, qui treballava per a la companyia de Don Jacinto Benavente, des de llavors va decidir radicar al país nord-americà, on rep classes de dansa i actuació, debuta en teatre en la companyia de Manuel Tamez i a finals dels anys 1920 funda la companyia de les germanes Blanch que durant molts anys va fer del teatre Ideal en la Ciutat de Mèxic la seua seu permanent. Ana s'especialitzava en comèdia i va muntar diverses obres reeixides com: Quien te quiere a ti (1928), El sexo débil (1930), Don Juan Tenorio (1935), Arsénico y encaje antiguo (1942) i El escándalo (1947).
En cinema Anita va debutar en la cinta de culte Luponini de Chicago (1935), li van seguir participacions excel·lents entre d'altres, ¡Ay, qué tiempos, señor Don Simón! (1941), El ventall de Lady Windermere (1944) i La barraca (1945), per la qual aconsegueix una nominació com a millor actriu en els incipients premis Ariel. Malgrat l'èxit de la barraca, Ana sofreix un vet per treballar en cinema per part del sindicat de productors, a causa de la seua relació sentimental amb el líder del sindicat de treballadors de la indústria cinematogràfica Salvador Carrillo amb el qual tenien diferències. Quan el problema sindical es va arreglar, l'actriu que s'havia refugiat en el teatre, torna als sets cinematogràfics i treballa en cintes com La noche avanza (1952), del cineasta Roberto Gavaldón, Maldita ciudad (1954) d'Ismael Rodríguez, El mil amores (1954) de Rogelio A. González, Tlayucan (1962) de Luis Alcoriza, Los días del amor (1972), Renzo, el gitano (1973), Los perros de Dios (1974), Fe, Esperanza y Caridad (1974), Presagio (1975) i El testamento (1981), que va representar la seua última pel·lícula.
A partir de la dècada de 1960 Anita actua amb major freqüència en televisió, debutant en produccions d'Ernesto Alonso, qui li estava molt agraït a causa que ella i la seua germana li van donar la seua primera oportunitat com a actor. Entre les telenovel·les en les quals va participar van destacar: La cobarde (1962), Vidas cruzadas (1963), Maximiliano y Carlota (1965), El derecho de nacer (1966), La tormenta (1967), No creo en los hombres (1969), Velo de novia (1971), Las fieras (1972), El carruaje (1972), El milagro de vivir (1975), Mundos opuestos (1976), Mamá Campanita (1978) i En busca del paraíso (1982).
Després d'estar internada durant dos mesos al centre mèdic de la Ciutat de Mèxic, a causa de complicacions de salut, Anita mor víctima d'una aturada cardíaca el 23 d'abril de 1983.

## Reconeixements

### Premis Ariel[12]
| Any  | Categoria            | Pel·lícula         | Resultat |
| ---- | -------------------- | ------------------ | -------- |
| 1947 | Actriu               | La barraca         | Nominada |
| 1973 | Coactuación femenina | Els dies de l'amor | Nominada |
| 1975 | Coactuación femenina | Presagi            | Nominada |

### Deessa de plata PECIME
| Any  | Categoria            | Pel·lícula | Resultat   |
| ---- | -------------------- | ---------- | ---------- |
| 1963 | Coactuación femenina | Tlayucan   | Guanyadora |

## Filmografia

### Pel·lícules
- Luponini from Chicago (1935)
- La Casa del rencor (1941)
- ¡Ay, qué tiempos señor don Simón! (1941)
- ¿Quién te quiere a tí? (1942)
- The Count of Monte Cristo (1942)
- Alejandra (1942)
- Simón Bolívar (1942)
- Casa de mujeres (1942)
- La Vírgen roja (1943)
- Tres hermanos (1943)
- Miguel Strogoff (1944)
- La Pequeña madrecita (1944)
- The Two Orphans (1944)
- Toda una vida (1944)
- El abanico de Lady Windermere (1944)
- Entre hermanos (1945)
- La Barraca (1945)
- Magdalena (1945)
- Te sigo esperando (1951)
- Mujeres sacrificadas (1952)
- Sor Alegría (1952)
- Misericordia (1952)
- Los Hijos artificiales (1952)
- Aventura en Río (1952)
- Canción de cuna (1953
- Me perderé contigo (1954)
- Dios nos manda vivir (1954)
- El Mil amores (1954)
- Maldita ciudad (1954)
- La Faraona (1955)
- El Águila negra vs. los diablos de la pradera (1956)
- La Mujer que no tuvo infancia (1957)
- La Torre de marfil (1957)
- Los Salvajes (1957)
- Yo pecador (1959)
- La Chamaca (1960)
- Aventuras de Joselito en América (1960)
- Tlayucan (1961)
- Ave sin nido (1969)
- Los Problemas de mamá (1970)
- Renzo, el gitano (1970)
- Pubertinaje (1971)
- Los Días del amor (1971)
- Mujercitas (1972)
- Mi mesera (1973)
- Los Perros de Dios (1973)
- Fe, esperanza y caridad (1974)
- Presagio (1974)
- El Hombre del puente (1975)
- Balún Canán (1976)
- El Testamento (1980)

### Telenovel·les
- Cuidado con el ángel (1959)
- El otro (1960)
- Mi amor frente al pasado (1960)
- El enemigo (1961)
- Sor Juana Inés de la Cruz (1962)
- Janina (1962)
- La cobarde (1962)
- El caminante (1962)
- Grandes ilusiones (1963)
- Debiera haber obispas (1964)
- Apasionada (1964)
- Maximiliano y Carlota (1965)
- Llamada urgente (1965)
- Alma de mi alma (1965)
- Amor y orgullo (1965)
- El derecho de nacer (1966)
- La tormenta (1967)
- El juicio de nuestros hijos (1967)
- Dicha robada (1967)
- Mujeres sin amor (1968)
- Intriga (1968)
- Duelo de pasiones (1968)
- No creo en los hombres (1969)
- Mi amor por ti (1969)
- Del altar a la tumba (1969)
- Mis tres amores (1971)
- Las máscaras (1971)
- Las fieras (1972)
- El carruaje (1972)
- Cartas sin destino (1973)
- El chofer (1974)
- El milagro de vivir (1975)
- Mundos opuestos (1976)
- Mamá campanita (1978)
- Vamos juntos (1979)
- Nosotras las mujeres (1981)
- En busca del paraíso (1982)